# I Am (canción)
«I Am» (en español: «Soy») es el segundo sencillo del álbum homónimo Hilary Duff de la estrella de pop Hilary Duff, es una canción pop rock escrita por Diane Warren, y producida por John Shanks. Fue lanzada en Radio Disney, de Estados Unidos, en diciembre de 2004. La pieza señala los aspectos positivos y negativos sobre la propia intérprete; durante su gira de conciertos de 2006: "Still Most Wanted Tour", en sus shows se mostraban en las pantallas algunas imágenes de las víctimas del tsunami Océano Índico. 
La pieza obtuvo críticas negativas en Norteamérica, ya que la letra de I Am puede resultar bastante confusa.
En 2005, «I Am» fue remezclada en una versión acústica y fue incluida en el volumen Standard, del álbum de éxitos Most Wanted de Duff, como un tracklist escondido en el disco.
- Datos: Q3493862